# Selecció de futbol de Cap Verd
La Selecció de futbol de Cap Verd és l'equip representatiu de les illes de Cap Verd a les competicions oficials. La seva organització està a càrrec de la Federació Caboverdense de Futbol, pertanyent a la CAF i a la FIFA.